# Daniel Guilet
Daniel Guilet (né Guilevitch en russe : Гилевич ; Rostov-sur-le-Don, 10 janvier 1899 – New York, 14 octobre 1990) est un violoniste classique français, puis américain, principalement connu pour être l'un des artistes du Quatuor Calvet dans les années 1930, puis le fondateur du Quatuor Guilet (actif de 1941 à 1954) et l'un des membres fondateurs du Trio Beaux Arts, où il reste trente années, jusqu'en 1969.

## Biographie
Daniel Guilevitch naît à Rostov-sur-le-Don dans l’Empire russe, mais grandit à Paris, où sa famille déménage l'année de sa naissance. Georges Enesco et Guillaume Rémy sont ses professeurs de violon au Conservatoire de Paris. Il joue au sein du Quatuor Calvet, en remplacement de Georges Mignot de 1929, jusqu'en 1940. Il fait une tournée en France avec pour accompagnateur, Maurice Ravel.
Il émigre aux États-Unis en 1941 et prend alors son nom de Guilet. Dès son arrivée, il organise un quatuor à cordes portant son nouveau nom, avec Jac Gorodetzky (second violon), Frank Brieff (alto) et Lucien Laporte (violoncelle), actif jusqu'en 1954. Parallèlement en 1944, il rejoint l'Orchestre Symphonique NBC sous la direction d'Arturo Toscanini et en devient le violon solo en 1951. Poste qu'il occupe jusqu'en 1954, date à laquelle Toscanini prend sa retraite et l'orchestre renommé Symphony of the Air.
C'est la même année 1954, qu'il invite le violoncelliste Bernard Greenhouse à le rejoindre, ainsi que Menahem Pressler, avec qui Guilet avait précédemment gravé un disque de manière informelle — comme le disait Greenhouse vingt-cinq ans plus tard, peut-être juste pour « jouer du Mozart ». En fait, ils appellent leur formation, le Beaux Arts Trio et commencent à jouer en public à Tanglewood en 1955. L'ensemble se construit une réputation internationale et (au moment de sa mort, trente-cinq ans plus tard et trente ans après son départ à la retraite), il est décrit par The New York Times comme le « trio le plus en vue » de la musique de chambre, où que ce soit.
Daniel Guilet prend sa retraite du trio en 1969 et au même moment sa retraite de l'enseignement à l'Université d'Indiana. Il enseigne ensuite à l'Université de l'Oklahoma et également à la Manhattan School of Music, au Conservatoire royal de musique de Montréal et à la Baylor University. Il est décédé des suites d'une hémorragie cérébrale à l'âge de 91 ans.
Guilet jouait notamment sur un Guarneri del Gesù appelé ex Guilet de 1732, appartenant aujourd'hui à la Banque nationale d'Autriche et prêté à la violoniste Lidia Baich (de).